# 1680
Cette page concerne l'année 1680  du calendrier grégorien. Pour l'année 1680 av. J.-C., voir 1680 av. J.-C.
L'année 1680 est une année bissextile qui commence un lundi.

## Événements
- 4 janvier, Inde : les Moghols, en marche contre les Rajputs révoltés, occupent la passe de Deobari ; les Rajputs, inférieur en nombre, se retirent dans les montagnes, abandonnant leur capitale Udaipur. De nombreux temples hindous sont détruits. Aurangzeb rentre à Ajmer le 22 mars et se tourne contre le Mârvar, laissant son fils Akbar à Chitor[1].
- 3 avril, Inde : crise de succession à la mort de Shivâjî Bhonsla, fondateur de l'empire marathe. Rajaram est installé sur le trône le 21 avril au détriment de son demi-frère l'héritier légitime Sambhaji. Celui-ci prend le contrôle de la capitale Raigarh le 18 juin[2].
- Mai : éruption du Krakatoa en Indonésie[3].
- 4 juin : mort de Ietsuna Tokugawa[4].
- 20 juillet : début du règne de Sambhaji (Shambhuji), Chhatrapati des Marathes de Raigarh[2].
- 15 septembre : après une succession disputée, Tsunayoshi Tokugawa devient shogun au Japon (fin en 1709)[5]. Soucieux d’ordre moral et d’équité sociale, il confirme le statut officiellement privilégié du confucianisme (seidô).

- Le Touchetou khan des Khalkhas, appuyé par les Mandchous saccage à deux reprises la ville russe de Selenguinsk[6].

### Amérique
- 20 janvier : une expédition portugaise, violant le vieux traité de Tordesillas, fonde Colonia au sud de la rive orientale du Rio de la Plata, centre de commerce illicite avec les colonies espagnoles du Paraguay et d’Argentine[7]. Cette fondation est la conséquence d’une longue série de troubles qui ne s'achèvent qu'en 1828 avec la création de l'Uruguay. Dès le 7 août, les Portugais se heurtent aux Espagnols qui défendent Buenos Aires (fin en 1750)[8].
- 1er avril : loi interdisant la capture et l’esclavage des Indiens au Brésil. L’entrée d’esclaves noirs est encouragé. Les Indiens sont groupés dans le sertão en aldeias sous la direction des jésuites (30 avril)[9].
- 26 juin : raid du corsaire français  Michel de Grandmont sur La Guaira au Venezuela[10].
- 10 août : révolte des indiens Pueblos au Nouveau-Mexique, qui prennent Santa Fe le 21 août. Massacre de nombreux colons espagnols. Les autres prennent la fuite. Les établissements espagnols sont détruits (fin en 1692)[11].

### Europe
- 21 février : début du gouvernement du Luis Francisco de la Cerda (es) duc de Medinaceli en Espagne (fin en 1685)[12].
- 10 juin : alliance défensive anglo-espagnole au traité de Windsor[13].
- 30 juin : autodafé sur la Plaza Mayor de Madrid ; 118 accusés, dont 104 judaïsants, sont jugés. Une vingtaine d'entre eux sont brûlés vifs[14].
- 13 juillet : incendie d'Altimarlach, en Écosse, dernière bataille rangée entre clans, celle entre les Sinclair et les Breadalbane Campbell[15],[16].

- 10 décembre : le roi de Suède et les roturiers du Riksdag décident de faire rendre des comptes aux Régents concussionnaires et de procéder à la Grande Réduction (de la propriété nobiliaire). Le pouvoir du Riksdag est limité : sa consultation ne dépend plus que de la bonne volonté du roi[17]. Jean Reinhold de Patkoul (1660-1707), noble livonien, entretient une agitation anti-suédoise dans les provinces baltiques à propos des réductions de 1680-1682[18].

- Retour d’exil  de Richard Cromwell en Angleterre, qui vit jusqu’en 1712 sans être inquiété[19].
- Guerre du sel en Piémont (guerra del sale, fin en 1699)[20].
- Jacquerie en Bohême, durement réprimée. Léopold Ier limite la corvée (robot en tchèque) à trois jours par semaine[21]. La peste se répand en Bohême[22].
- L’archevêque de Naples Innico Caracciolo publie deux lettres pastorales Instruttione a gli ordinandi della citta, e diocesi di Napoli (Instruction aux ordinands, 1680) et Regole alla Congregazione segreta degli ordinandi  (Règles à la congrégation secrète des ordinands, 1682) ; il tente d’effectuer une sélection dans le recrutement des clercs et surtout d’inverser la proportion entre ceux qui n’ont reçu que les ordres mineurs (les plus nombreux) et les prêtres[23].
- En Russie, Siméon de Polotsk rédige la charte du projet d’une Académie slavo-gréco-latine, qui ferait la synthèse entre les influences kiévienne et le courant grec. Elle est inaugurée en 1687[24].

## Naissances en 1680
- 3 janvier : Johann Baptist Zimmermann, peintre et stucateur bavarois de style baroque et rococo († 2 mars 1758).
- 8 janvier : Sebastiano Conca, peintre italien de l'école napolitaine († 1er septembre 1764).
- 17 mars : Giuseppe Gambarini, peintre italien († 11 septembre 1725).
- 30 mars : Angelo Maria Quirini, cardinal et bénédictin italien († 6 janvier 1755).
- 9 avril : Philippe Néricault Destouches, écrivain français († 4 juillet 1754).
- 22 août : Pierre Guérin de Tencin, cardinal français, archevêque de Lyon et ministre d'État († 2 mars 1758)[25].
- 6 octobre : Alexandre Dubois-Descours, marquis de La Maisonfort, officier de marine français († 7 octobre 1754).
- 8 novembre : Leonardo Coccorante, peintre italien († 1750).
- 14 novembre : Lorenzo de Ferrari, peintre baroque italien († 28 juillet 1744).
- Date précise inconnue :
  - Michel-Ange Houasse, peintre baroque français († 30 septembre 1730).
  - Mouhammad Bakir Khan, prince afghan, membre de la dynastie Durrani, branche du Clan Abdali († 30 juillet 1760).
  - Gaetano Martoriello, peintre baroque italien († 1733).
  - Ivan Nikitine, peintre russe († 1742).
  - Antonio Paglia, peintre italien († 9 février 1747).
  - Louis René Vialy, peintre français († 17 février 1770).
  - Dietrich Andre, peintre suédois († 1734).
- Vers 1680 :
  - Richard Jones, compositeur et violoniste anglais († 20 janvier 1744).
  - Jean Masson, pasteur français actif en Angleterre et aux Pays-Bas, philologue et biographe († janvier 1750).
  - Jan Cornelis de Pauw, philologue néerlandais († 1749).

## Décès en 1680
- 17 février :
  - Frans Post, peintre néerlandais (° 17 novembre 1612).
  - Jan Swammerdam, entomologiste néerlandais (° 12 février 1637).
- 22 février : Catherine Deshayes dite La Voisin, brûlée vive à Paris pour sorcellerie (° vers 1640).
- 23 février : Thomas Goodwin, théologien et prédicateur puritain anglais (° 5 octobre 1600).

- 9 mars : Dirck van Santvoort, peintre néerlandais (° 1610).
- 17 mars : François VI de La Rochefoucauld, prince de Marcillac, duc de La Rochefoucauld, militaire, écrivain et moraliste français (° 15 septembre 1613).

- 3 avril :
  - Nicolas Fouquet, homme d’État français, en prison à Pignerol (° janvier 1615).
  - Shivâjî Bhonsla, fondateur de l'empire marathe (° 1630).
- 30 avril : Juan de Alfaro, peintre espagnol (° 1643).

- 27 mai : Jan Bendl, sculpteur tchèque (° vers 1620).

- 9 juin : Antoine-Benoît Dubois, peintre français (° 1619).

- 10 juillet : Louis Moréri, encyclopédiste français  (° 25 mars 1643).
- 22 juillet : Richard Cameron (1648-1680) réformateur écossais, fondateur de la secte des caméroniens, à Aird’s Moss, lors d’un soulèvement contre Charles II d'Angleterre[26].  (° vers 1648).
- 24 juillet : Ferdinand Bol, peintre, graveur et dessinateur néerlandais (° 24 juin 1616).
- 26 juillet : John Wilmot, 2e comte de Rochester, écrivain et libertin anglais (° 1er avril 1647).

- 19 août : Jean Eudes, prêtre français oratorien, parangon de la Contre-Réforme (° 14 novembre 1601).
- 25 août : Simeon Polotski, dramaturge russe (° 12 décembre 1629).
- 27 août :
  - Joan Cererols, moine bénédictin et compositeur espagnol d'origine catalane (° 9 septembre 1608).
  - Abraham van Dijck, peintre néerlandais (° 1635).
- ? août : Willem Claeszoon Heda, peintre néerlandais (° 14 décembre 1594).

- 13 septembre : Daniel Elzévir, libraire et imprimeur néerlandais (1626-1680)[27].

- 1er octobre : Pierre-Paul Riquet fondateur du Canal du Midi (° 29 juin 1609).
- 15 octobre : Bedřich Bridel, prédicateur (1619-1680), qui répandit avec succès le culte de Jean Népomucène dans les campagnes tchèques.

- 24 novembre : Jan van Kessel, peintre néerlandais de paysages (° 22 septembre 1641).
- 28 novembre : Le Bernin (Bernini) : un des plus grands architectes de son temps (avec Francesco Borromini) (° 7 décembre 1598).
- 30 novembre : Peter Lely, peintre néerlandais (° 14 septembre 1618).

- Date précise inconnue :
  - Girolamo Bonini, peintre baroque italien de l'école bolonaise (° ?).
  - Hendrick Danckerts, peintre et graveur hollandais (° 1625).
  - Egbert van Heemskerk I, peintre néerlandais (° 1610).
  - Francisco Enríquez de Villacorta, médecin espagnol (° 18 octobre 1616).
  - Wang Shimin, peintre chinois (° 1592).
  - Xie Bin, peintre chinois (° 1602).

- Vers 1680 :
- Isaac van Duynen, peintre néerlandais (° avril 1628).